# Apatura dubernardi
Apatura dubernardi är en fjärilsart som beskrevs av Charles Oberthür 1912. Apatura dubernardi ingår i släktet Apatura och familjen praktfjärilar. Inga underarter finns listade i Catalogue of Life.